# Nadine Fourcade
Nadine Fourcade (épouse Lefèvre), née le 25 février 1963 à Reims et morte le 15 avril 2011 dans la même ville, est une athlète française, spécialiste du saut en longueur. 

## Biographie
Athlète du Stade de Reims, puis du DAC Reims, Nadine Fourcade commence par pratiquer le saut en hauteur, le saut en longueur et les épreuves combinées, puis se spécialise à la longueur.
Elle remporte trois titres de championne de France du saut en longueur en plein air en 1986, 1987 et 1988, et deux autres titres en salle en 1985 et 1986. Trois fois sélectionnée chez les Jeunes et dix fois Internationale A de 1980 à 1988, elle est notamment finaliste des Championnats d'Europe de Stuttgart (1986) du saut en longueur avec 6,52 m.
Le 4 mai 1985, à Montgeron, elle établit un nouveau record de France de la discipline avec un saut mesuré à 6,79 m, améliorant de 17 cm l'ancien record détenu par Jackie Curtet.
Nadine Fourcade décède en avril 2011, à l'âge de 48 ans, des suites d'une longue maladie.

### Palmarès
- Championnats de France d'athlétisme :
  - Plein air : vainqueur du saut en longueur en 1986, 1987 et 1988
  - Salle : vainqueur du saut en longueur en 1985 et 1986.

### Records
| Épreuve          | Performance | Lieu      | Date       |
| ---------------- | ----------- | --------- | ---------- |
| Saut en longueur | 6,79 m      | Montgeron | 4 mai 1985 |